# Стоппелдейк
Стоппелдейк (нід. Stoppeldijk) — селище в нідерландській провінції Зеландія. Входить до муніципалітету Гюлст.
Його площа становить 0,44 км², а населення станом на 2021 рік складало 655 осіб.
До 1936 року мало статус окремого муніципалітету.